# Jennie Silfverhjelm
Jennie Maria Elisabeth Silfverhjelm, född 15 december 1979 i Lidingö församling, Stockholms län, är en svensk skådespelare.

## Biografi
Silfverhjelm är utbildad vid Teaterhögskolan i Stockholm 2002–2006 och har varit skådespelare på Dramaten sedan år 2007. Sedan 2013 ingår hon i den fasta ensemblen. År 2006 långfilmsdebuterade hon i Wallander – Jokern och har sedan medverkat i bland annat Flickan som lekte med elden (2009), Gentlemen (2014) och TV-serierna Torka aldrig tårar utan handskar (2012), Solsidan (2012) och Äkta människor (2012). Vid Guldbaggegalan 2018 nominerades Silfverhjelm i kategorin Bästa kvinnliga huvudroll för sin roll som Malin i All Inclusive (2017). År 2018 började Silfverhjelm att spela en av huvudrollerna i filmserien Beck, Alexandra "Alex" Beijer, den första kvinnliga gruppchefen. På Guldbaggegalan 2022 vann hon för sin roll som mamma Marianne Jonsson i Sagan om Karl-Bertil Jonssons julafton.
Hon är sondotter till konstnären Pelle Silfverhjelm.

## Filmografi
- 2006 – Wallander – Jokern
- 2007 – Lögnens pris (TV-serie)
- 2007 – August (TV-serie)
- 2008 – Höök (TV-serie)
- 2009 – Flickan som lekte med elden
- 2011 – Människor helt utan betydelse
- 2012 – Call Girl
- 2012 – Äkta människor (TV-serie)
- 2012 – Torka aldrig tårar utan handskar (TV-serie)
- 2014 – Gentlemen
- 2014 – Taxi (TV-serie)
- 2014 – Lasse-Majas detektivbyrå – Skuggor över Valleby
- 2015 – Welcome to Sweden (TV-serie)
- 2016 – Gentlemen & Gangsters (TV-serie)
- 2017 – All inclusive
- 2018 – Beck – Ditt eget blod
- 2018 – Beck – Den tunna isen
- 2018 – Beck – Utan uppsåt
- 2018 – Beck – Djävulens advokat
- 2019 – Jag kommer hem igen till jul
- 2020 – The Average Color of the Universe
- 2020 – Beck – Undercover
- 2020 – Beck – Utom rimligt tvivel
- 2021 – Beck – Döden i Samarra
- 2021 – Beck – Den förlorade sonen
- 2021 – Sagan om Karl-Bertil Jonssons julafton
- 2021 – Tills solen går upp
- 2021 – Beck – Ett nytt liv
- 2022 – Beck – Rage Room
- 2022 – Beck – 58 minuter
- 2022 – Beck – Den gråtande polisen
- 2022 – Beck – Dödsfällan
- 2023 – Beck – Quid Pro Quo
- 2023 – Beck – Inferno
- 2023 – Beck – Dödläge
- 2024 – Beck – Vilhelm
- 2024 – Jönssonligan kommer tillbaka
- 2025 – Beck – Den osynlige mannen
- 2025 – Beck – Ur askan

## Teater

### Roller (ej komplett)
| År   | Roll         | Produktion                                                                      | Regi                | Teater                                |
| ---- | ------------ | ------------------------------------------------------------------------------- | ------------------- | ------------------------------------- |
| 2004 | Susan Brady  | Hjälten John Millington Synge                                                   | Thommy Berggren     | Stockholms stadsteater                |
| 2012 | Maj Justine  | Fanny och Alexander Ingmar Bergman                                              | Stefan Larsson      | Dramaten                              |
| 2015 | Maria        | Trettondagsafton William Shakespeare                                            | Åsa Melldahl        | Dramaten                              |
| 2015 | Aglaja       | Idioten Mattias Andersson efter Fjodor Dostojevskij                             | Mattias Andersson   | Dramaten                              |
| 2016 |              | Medan klockan tickar Ninna Tersman, Anders Duus, Dougald Hine och Jesper Weithz | Sara Giese          | Dramaten/ Riksteatern/ Östgötateatern |
| 2016 | Kvinnan      | Fåglarna (Fuglane) Tarjei Vesaas                                                | Ole Anders Tandberg | Dramaten                              |
| 2017 |              | Improvisation på slottet Andreas T Olsson                                       | Andreas T Olsson    | Dramaten                              |
| 2018 | Mara         | Budskapet till Maria Paul Claudel                                               | Wilhelm Carlsson    | Dramaten                              |
| 2018 | Sara Bernard | LasseMaja och Hamletmysteriet Jonna Nordenskiöld och Martin Widmark             | Jonna Nordenskiöld  | Dramaten                              |
| 2019 |              | Hugh och Nancys många världar Lars Rudolfsson                                   | Lars Rudolfsson     | Dramaten                              |